# Kundus (Amudarja)
Der Kundus (auch Kunduz, im Oberlauf auch Surchab) ist ein linker Nebenfluss des Amudarja im Norden von Afghanistan.
Der Kundus entspringt im Höhenzug Koh-e Baba etwa 20 km südwestlich der Stadt Bamiyan. Er durchfließt das Bamiyan-Tal als „Bamiyan-Fluss“ in nordöstlicher Richtung und trennt dabei den Koh-e-Baba im Süden vom westlichen Teil des Hindukusch im Norden. Nach etwa 50 km wendet sich der Kundus nach Norden und durchschneidet in einem tiefen Tal den Hindukusch. Bei Pol-e Chomri erreicht er schließlich die Amudarja-Ebene. Er fließt weiter in nördlicher Richtung, durchfließt die Städte Baglan und Kundus, wendet sich anschließend nach Nordwesten und mündet schließlich an der Grenze zu Tadschikistan in den Amudarja. Der Kundus hat eine Länge von 420 km. Sein Einzugsgebiet umfasst 37.100 km². Der Kundus wird hauptsächlich von der Schneeschmelze gespeist. Das Wasser des Flusses wird zur Bewässerung genutzt. In Pol-e Chomri befindet sich ein Wasserkraftwerk am Kundus.

## Hydrometrie
Mittlerer monatlicher Abfluss des Kundus (in m³/s) am Pegel Char Dara (nahe der Stadt Kundus)
gemessen von 1964 bis 1978